# Cincinnati Bengals 1995
La stagione 1995 dei Cincinnati Bengals è stata la 27ª della franchigia nella National Football League, la 29ª complessiva.
Con Jeff Blake saldamente nel ruolo di quarterback titolare, i Bengals vinsero le prime due partite. Seguirono due sconfitte prime di una rivincita contro Don Shula e i Miami Dolphins, perdendo per 26–23. Cincinnati giocò discretamente nel resto della stagione ma non riuscì a evitare la quinta annata consecutiva con un record negativo, 7-9
Una delle più grandi delusioni della stagione fu il running back Ki-Jana Carter che i Bengals scelsero come primo assoluto nel draft di quell'anno. Carter subì un infortunio al ginocchio nella prima gara di pre-stagione, facendogli perdere tutta la sua annata da rookie. Da tale infortunio non si riprese mai completamente.

## Roster
| Roster dei Cincinnati Bengals nel 1995 |
| --- |
| Quarterback - 8 Jeff Blake - 7 David Klingler - 10 John Walsh Running Back - 21 Eric Bieniemy KR/PR - 38 Jason Burns - 46 Jeff Cothran FB - 28 Harold Green - 36 James Joseph Wide Receiver - 18 Thomas Bailey - 80 David Dunn KR - 84 Jeff Hill KR - 81 Carl Pickens - -- David Rhodes - 86 Darnay Scott Tight End - 82 Tony McGee - 87 Troy Sadowski - 88 Derek Ware Offensive Linemen - 65 Darrick Brilz C - 75 Anthony Brown G - 72 Scott Brumfield G - -- Ray Forsythe G - 66 Dan Jones G/C - 62 Todd Kalis G - 76 Trent Pollard G - 77 Kevin Sargent T - 61 Melvin Tuten G/T - 63 Joe Walter T Defensive Linemen - 92 John Copeland DE - 98 Todd Kelly DE - 96 Alfred Oglesby DT - 95 Keith Rucker DT - 70 Artie Smith DE - 79 Ramondo Stallings DT/DE - 67 Kimo von Oelhoffen DT - 99 Dan Wilkinson DT Linebacker - 55 Andre Collins OLB - 57 Kevin Jefferson MLB - 56 Ricardo McDonald OLB - 52 Randy Neal OLB - 51 Steve Tovar MLB - 91 Brett Wallerstedt MLB Defensive Back - 45 Adrian Hardy CB - 25 Rod Jones CB - 24 Roger Jones CB - 23 Corey Sawyer CB - 35 Sam Shade SS - 30 Chris Shelling CB - 27 Bracy Walker SS - 37 Leonard Wheeler CB/FS - 31 Darryl Williams FS Special Team - 11 Lee Johnson P - 9 Doug Pelfrey K - 59 Greg Truitt LS Lista delle riserve - 74 Rich Braham G/C (IR) - 43 Mike Brim CB (IR) - 32 Ki-Jana Carter RB (IR) - 90 Gerald Collins OLB (IR) - 50 James Francis OLB (IR) - 64 Bruce Kozerski G (IR) - 85 Tim McGee WR (IR) |
| Legenda - I rookie sono in corsivo. - Il primo ruolo è il principale mentre gli eventuali successivi indicano i ruoli secondari. - (IR) sta per Injured Reserve ed indica la lista ristretta per un solo giocatore infortunato che può tornare ad allenarsi dopo la settimana 6 e a rientrare in prima squadra dopo che questa ha giocato 8 partite. - (NF-Inj.) / (NF-Ill.) stanno rispettivamente per Non-Football Injured e Non-Football Illness ed indicano le liste dove viene inserito un giocatore che ha un infortunio o una malattia non dipendente dal football americano. - (PUP) sta per Physically Unable to Perform ed indica la lista dove viene inserito un giocatore mentre è in attesa di recuperare la condizione fisica. Nella stagione regolare dopo la sesta partita giocata dalla propria squadra, il giocatore ha tempo tre settimane per riprendere ad allenarsi, più tre settimane aggiuntive dal suo rientro agli allenamenti per rientrare in prima squadra. |

## Calendario
| Stagione regolare |                    |                         |                    |                    |          |
| Turno             | Data               | Avversario              | Risultato          | Record             | Pubblico |
| 1                 | 3 settembre 1995   | at Indianapolis Colts   | V 24–21 (dts)      | 1–0                | 42,445   |
| 2                 | 10 settembre 1995  | Jacksonville Jaguars    | V 24–17            | 2–0                | 48,318   |
| 3                 | 17 settembre 1995  | at Seattle Seahawks     | S 21–24            | 2–1                | 39,492   |
| 4                 | 24 settembre 1995  | Houston Oilers          | S 28–38            | 2–2                | 46,332   |
| 5                 | 1 ottobre 1995     | Miami Dolphins          | S 23–26            | 2–3                | 52,671   |
| 6                 | 8 ottobre 1995     | at Tampa Bay Buccaneers | S 16–19            | 2–4                | 41,732   |
| 7                 | Settimana di pausa | Settimana di pausa      | Settimana di pausa | Settimana di pausa |          |
| 8                 | 19 ottobre 1995    | at Pittsburgh Steelers  | V 27–9             | 3–4                | 56,684   |
| 9                 | 29 ottobre 1995    | Cleveland Browns        | S 26–29 (dts)      | 3–5                | 58,639   |
| 10                | 5 novembre 1995    | Oakland Raiders         | S 17–20            | 3–6                | 51,265   |
| 11                | 12 novembre 1995   | at Houston Oilers       | V 32–25            | 4–6                | 32,998   |
| 12                | 19 novembre 1995   | Pittsburgh Steelers     | S 31–49            | 4–7                | 54,636   |
| 13                | 26 novembre 1995   | at Jacksonville Jaguars | V 17–13            | 5–7                | 68,249   |
| 14                | 3 dicembre 1995    | at Green Bay Packers    | S 10–24            | 5–8                | 60,318   |
| 15                | 10 dicembre 1995   | Chicago Bears           | V 16–10            | 6–8                | 38,642   |
| 16                | 17 dicembre 1995   | at Cleveland Browns     | S 10–26            | 6–9                | 55,875   |
| 17                | 24 dicembre 1995   | Minnesota Vikings       | V 27–24            | 7–9                | 34,568   |

Note
- Gli avversari della propria division sono in grassetto.

## Classifiche
| AFC Central Division    |    |    |   |      |     |     |     |
|                         | V  | S  | P | %    | PF  | PS  | STR |
| (2) Pittsburgh Steelers | 11 | 5  | 0 | .688 | 407 | 327 | S1  |
| Cincinnati Bengals      | 7  | 9  | 0 | .438 | 349 | 374 | V1  |
| Houston Oilers          | 7  | 9  | 0 | .438 | 348 | 324 | V2  |
| Cleveland Browns        | 5  | 11 | 0 | .313 | 289 | 356 | S1  |
| Jacksonville Jaguars    | 4  | 12 | 0 | .250 | 275 | 404 | V1  |